# Tolmács, Nógrád
Tolmács  este un sat în districtul Rétság, județul Nógrád, Ungaria, având o populație de 748 de locuitori (2011). 

## Demografie
Componența etnică a satului Tolmács
     Maghiari (99,07%)
     Alții (0,93%)
Componența confesională a satului Tolmács
     Romano-catolici (64,04%)
     Fără religie (8,82%)
     Reformați (3,34%)
     Necunoscută (21,66%)
     Alte religii (2,54%)
Conform recensământului din 2011, satul Tolmács avea 748 de locuitori. Din punct de vedere etnic, majoritatea locuitorilor (99,07%) erau maghiari.  Din punct de vedere confesional, majoritatea locuitorilor (64,04%) erau romano-catolici, existând și minorități de persoane fără religie (8,82%) și reformați (3,34%). Pentru 21,66% din locuitori nu este cunoscută apartenența confesională.